# Peters Combi Porter 150
Der Peters Combi Porter 150 (auch als PCP 150 bezeichnet) ist ein Küstenmotorschiffstyp der niederländischen Scheepswerf Peters.

## Geschichte
Von dem Schiffstyp wurden zehn Einheiten auf der Werft Scheepswerf Peters in Kampen für verschiedene niederländische Reedereien gebaut und zwischen Oktober 1998 und August 2004 abgeliefert. Die Rohbauten wurden von der tschechischen Werft Ceskoslovenska Plavba Labska in Děčín zugeliefert.
Bei gleichen Abmessungen sind die letzten vier gebauten Einheiten etwas höher vermessen als die ersten sechs Einheiten.

## Beschreibung
Die Schiffe werden von einem Wärtsilä-Dieselmotor des Typs 8L20 mit 1320 kW Leistung angetrieben. Der Motor wirkt über ein Untersetzungsgetriebe auf einen Propeller mit Kortdüse (teilweise wurden Verstell- und teilweise Festpropeller verbaut). Die Schiffe sind mit einem Bugstrahlruder ausgestattet. Ursprünglich wurde für den Antrieb ein Scania-Dieselmotor mit 242 kW Leistung verwendet, später wurden auch Motoren mit anderen Leistungen verbaut.
Für die Stromerzeugung stehen zwei von Valmet-Dieselmotoren des Typs 620-DSG mit jeweils 110 kW Leistung angetriebene Stamford-Generatoren (112 kVA Scheinleistung) zur Verfügung. Weiterhin wurde ein von einem Valmet-Dieselmotor des Typs 420-DSG mit 70 kW Leistung angetriebener Stamford-Notgenerator (77 kVA Scheinleistung) verbaut.
Die Schiffe verfügen über einen kastenförmigen Laderaum, der sich im vorderen Bereich etwas verjüngt. Der Laderaum ist 62,40 m lang, 10,24 m breit und 6,70 m hoch. Das Laderaumvolumen beträgt rund 4286 m³. Der Laderaum kann mit zwei Getreideschotten horizontal unterteilt werden. Die Schotten können an fünf Positionen aufgestellt werden. Werden sie nicht verwendet, können sie am hinteren Ende des Laderaums abgestellt werden. Die nutzbare Laderaumlänge verringert sich dann auf 56,2 m. Die Tankdecke kann mit 15 t/m², die Lukendeckel können mit 1,6 t/m² belastet werden. Der Laderaum ist mit zehn Stapellukendeckeln verschlossen, die wie auch die Schotten mithilfe eines Lukenwagens bewegt werden können.
Die Schiffe sind für den Transport von Containern vorbereitet. Die Containerkapazität beträgt 108 TEU (72 TEU im Raum und 36 TEU an Deck). Einige der Schiffe sind auch mit einer Containerkapazität von 116 TEU beschrieben.
Im hinteren Bereich der Schiffe befinden sich der Maschinenraum und auf dem Hauptdeck die Einrichtungen für die Schiffsbesatzung. Die Schiffe sind für eine sechsköpfige Besatzung eingerichtet, die in Einzelkabinen untergebracht ist. Außerdem steht eine Reservekabine zur Verfügung. Weiterhin sind hier die Kombüse und die Messe eingerichtet.
Oberhalb des Hauptdecks befindet sich ein Poopdeck mit verschiedenen technischen Betriebsräumen. Darüber befindet sich die Brücke.
Die Masten der Schiffe können zur Unterquerung von Flüsse und Kanäle überspannende Brücken geklappt werden. Der vordere Mast kann auch als Kran zur Bewegung von Lasten dienen. Die Tragfähigkeit beträgt 1000 kg.
Der Rumpf der Schiffe ist eisverstärkt (Eisklasse 1D).

## Schiffe
| Peters Combi Porter 150                    | Peters Combi Porter 150 | Peters Combi Porter 150 | Peters Combi Porter 150 | Peters Combi Porter 150                                   |
| Bauname                                    | Bau- nummer             | IMO-Nummer              | Ablieferung             | Umbenennungen und Verbleib                                |
| ------------------------------------------ | ----------------------- | ----------------------- | ----------------------- | --------------------------------------------------------- |
| Hansa Kampen                               | 458                     | 9173173                 | 17. Oktober 1998        | 2006: Rhodanus                                            |
| Hansa Lübeck                               | 459                     | 9173185                 | 27. März 1999           | 2006: Eems Trader, 2011: Fehn Mariner, 2016: Rix Amethyst |
| Hansa Bremen                               | 460                     | 9173197                 | 11. September 1999      | 2004: Aquila, 2008: Marinda, 2014: Truffaldino            |
| Jan van Gent                               | 468                     | 9201932                 | 7. Januar 2000          | 2005: Derk, 2020: Breadbox Viper                          |
| Mare                                       | 469                     | 9214006                 | 23. März 2004           | 2018: Maestro                                             |
| Hydra                                      | 470                     | 9201944                 | 15. Juli 2000           | 2007: Ashley, 2022: Jekerborg                             |
| Anet                                       | 471                     | 9201956                 | 20. Januar 2001         | 2007: Morgan, 2009: Daan, 2022: Jalonborg                 |
| Panda                                      | 472                     | 9201968                 | 20. Juli 2001           | 2021: Amadeus Diamond                                     |
| Hilja Marjan                               | 473                     | 9201970                 | 13. Februar 2003        | 2005: Agenor, 2008: Westewind                             |
| Sandettie                                  | 474                     | 9214018                 | 26. August 2004         | 2023: Jonaborg                                            |
| Daten: Stichting Maritiem Historische Data |                         |                         |                         |                                                           |

Die Schiffe kamen ursprünglich unter niederländischer Flagge in Fahrt.